# Szentlélek-templom (Bajánsenye)

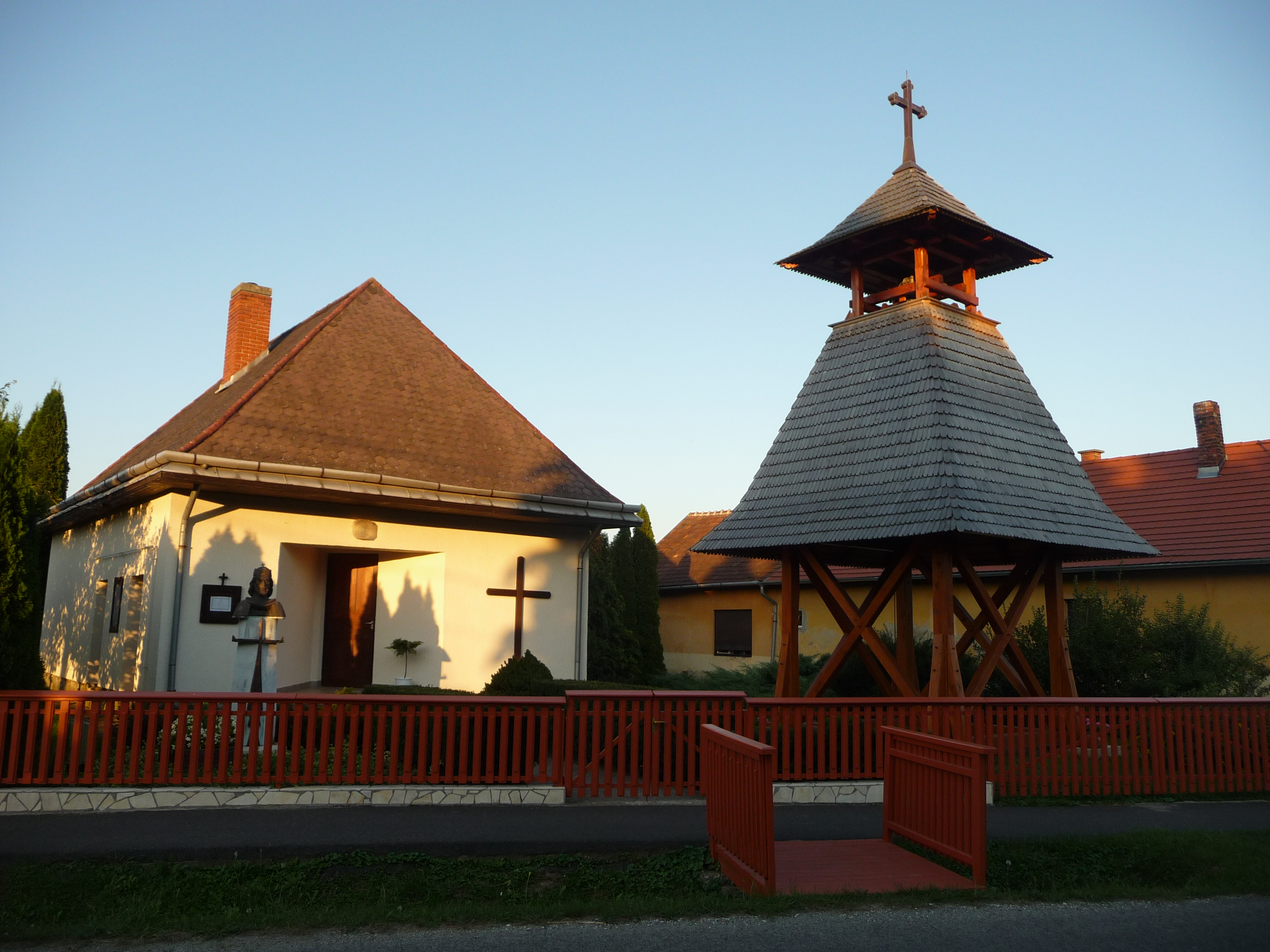
A templom és a harangláb

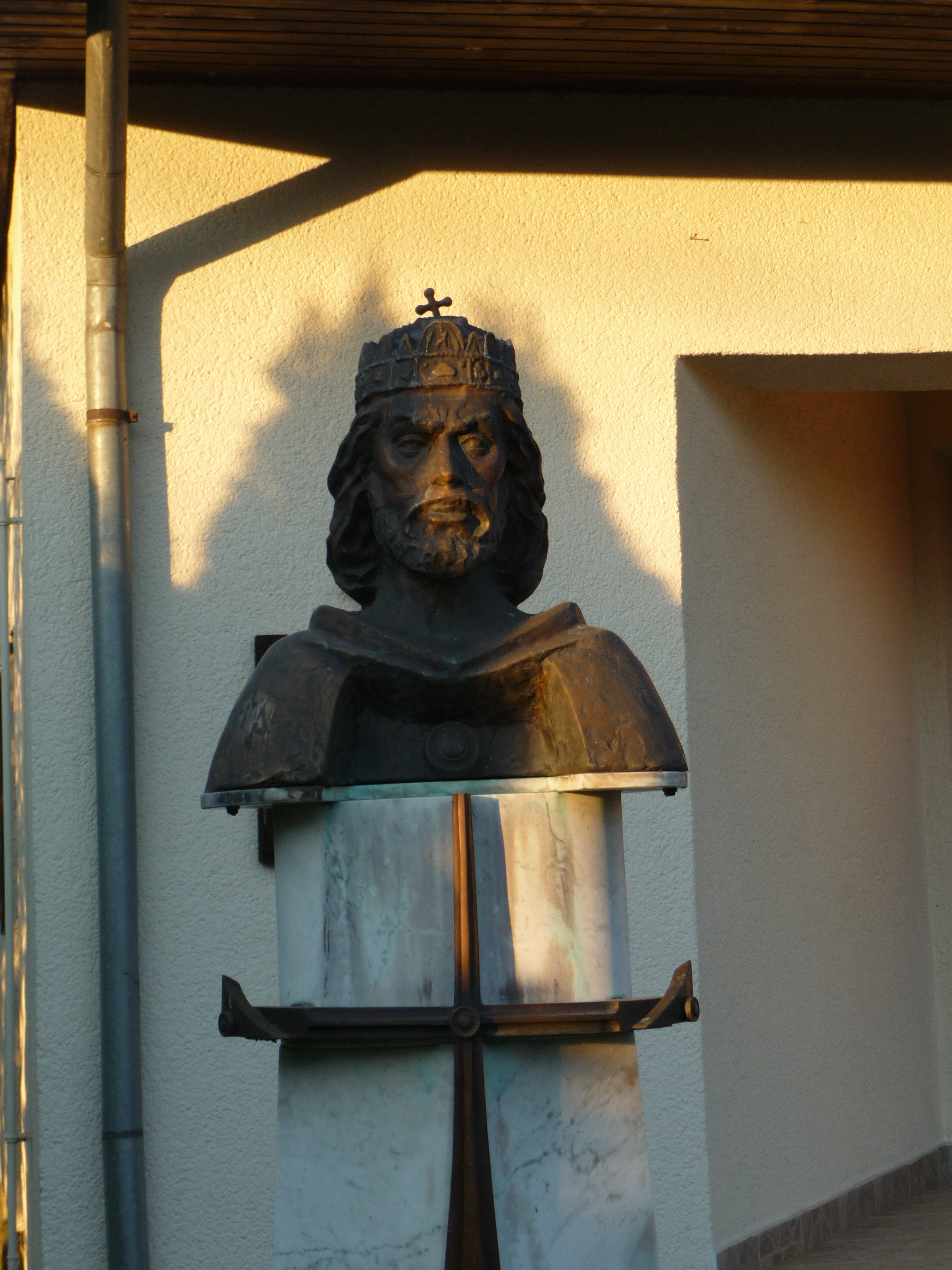
Szent István bronz mellszobra, Kopriva Attila munkája) a templom előtt

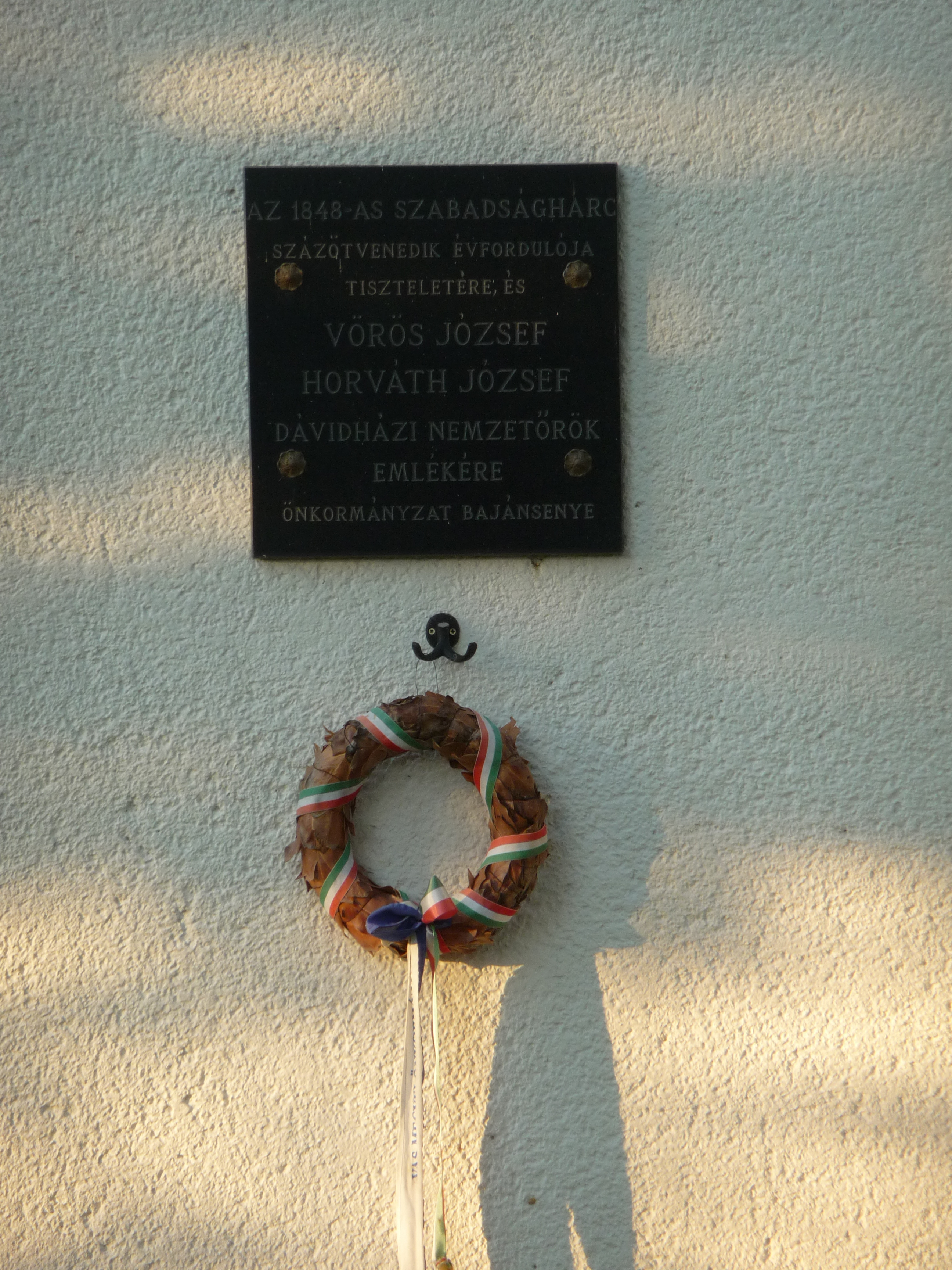
A dávidházi nemzetőrök emléktábla a templom falán

Bajánsenye református többségű település, ezért nincs önálló katolikus egyházközsége. Temploma (9944 Bajánsenye, Vörösmarty u. 18.) a kercaszomori plébánia filiája, ellátja az őriszentpéteri plébánia (9941 Őriszentpéter, Templomszer u. 17.).

## Az épület és története
A téglalap alaprajzú, földszintes ház benyomását keltő, torony nélküli templomot 1989. augusztus 20-án szentelték fel. 2009-ben felújították; ekkor építették a mellette álló haranglábat, amit 2009. augusztus 23-án szentelt fel Dr. Konkoly István megyés püspök.

## Hitélet
Mise hetente egyszer. Búcsú: pünkösd vasárnapján.

## Egyéb tudnivalók
- Miserend